# Ларингофон

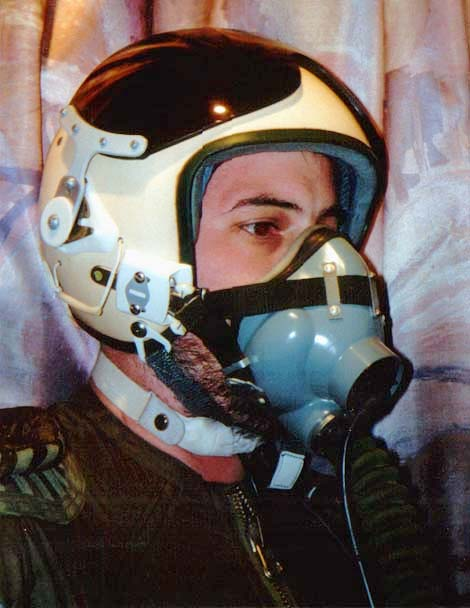
Радянський пілот у кисневій масці КМ-34 та ларингофоні ЛА-5.

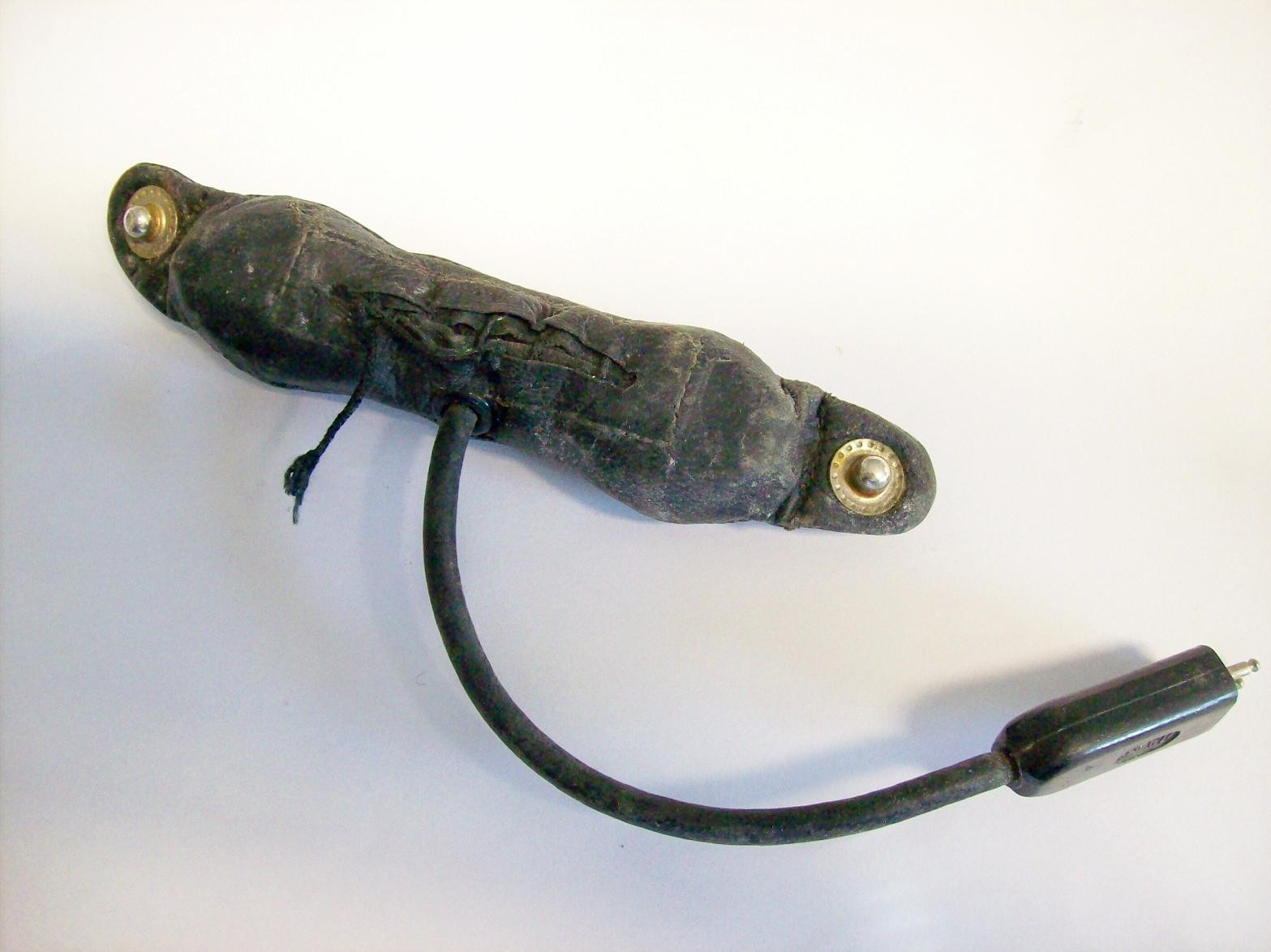
Радянський ларингофон початку 1980-х ЛА-5.

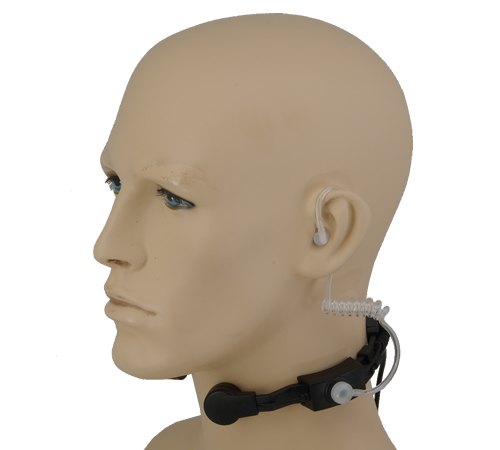
Ларингофон з навушниками для двостороннього радіозв'язку.

Ларингофон (від грец. lárynx (láryngos) — гортань і грец. грец. phöné — звук) або горловий мікрофон — різновид контактного мікрофона, який надягається на шию і поглинає вібрацію безпосередньо від горла користувача за допомогою одного або двох сенсорів (трансдукторів).
Дизайн ларингофона має декілька переваг. Трансдуктор може сприймати мовлення за умов, де інші типи мікрофонів не здатні ефективно функціювати через — наприклад, у танку, гелікоптері, винищувачі, на полі бою, при їзді на мотоциклі, на будівництві, у нічному клубі тощо. Удосконалені ларингофони здатні вловлювати шепіт і тому добре працюють у випадках, коли потрібне вкрай тихе спілкування з іншими на відстані, наприклад під час таємних військових чи правоохоронних операцій. До того ж, ларингофон дозволяє користувачеві передавати повідомлення непомітно, ховаючи пристрій під коміром під час операцій під прикриттям.
Також горлові мікрофони дуже корисні за необхідності використання разом з засобами захисту органів дихання, оскільки розташовані поза лицьовим ущільнювачем маски.
Ларингофони використовуються в сучасній телефонії, зокрема в мобільних пристроях типу iPhone.

## Принцип дії
Контактний мікрофон кріпиться на шиї нижче гортані і записує звук з трахеї. Він приймає вібрації стінки шиї, які утворюються в результаті вібрації голосових зв'язок та коливань звукового тиску в трахеї під ними. Мікрофон містить п'єзоелектричний керамічний диск в ролі звукознімача, укладений у металевий контейнер діаметром 15 мм і товщиною 5 мм. Весь прилад важить близько 20 г.
У старих версіях мікрофон кріпиться до гортані за допомогою еластичної стрічки, яка охоплює всю шию. Новіші версії часто мають бічні датчики, схожі на навушники, і м'які пластикові ремінці, які розміщуються навколо шиї. Ларінгофон можна підключити до радіопередавача або до мобільного телефону, у тому числі у бездротовий спосіб Bluetooth. Його можна вмикати як вручну, так і автоматично (реагуючи на голос). Зазвичай ларингофон поєднується з навушниками .
Слід мати на увазі, що форма сигналу, створювана контактним мікрофоном, зазвичай не залежить від артикуляції. Неадекватна передача мови є наслідком того, що, серед іншого, не можуть бути адекватно відтворені шиплячі звуки. Ларингофон, безумовно, дозволяє ефективно збільшити співвідношення сигнал/шум, але він також усуває найвищі частоти сигналу, і деякі експерименти, проведені американською армією, показали, що це може зашкодити розбірливості мови більше, ніж шуми при використанні акустичного мікрофона.

## Історія
Розробка мікрофонів для використання в шумному та вітряному середовищі в кабінах літаків почалася у Великій Британії під час Першої світової війни. Протягом 3 років з 1915 по 1918 роки розробники під керівництвом Чарльза Едмонда Прінса пройшли серію прототипів і серійних кишенькових «аеротелефонів», перш ніж прийти до створення ларингофона, вбудованого в шкіряний авіашолом.
Під час Другої світової війни горлові мікрофони використовували німецькі пілоти Люфтваффе :176 і танкові екіпажі. Незабаром такі прилади були прийняті на озброєння ВПС союзників — ВПС США використовували моделі Т-20 і Т-30, Британські ВПС — Mark II. Пізніше радянські пілоти взяли на озброєння моделі ЛА-3 і ЛА-5.